# Colombario di Pomponio Hylas

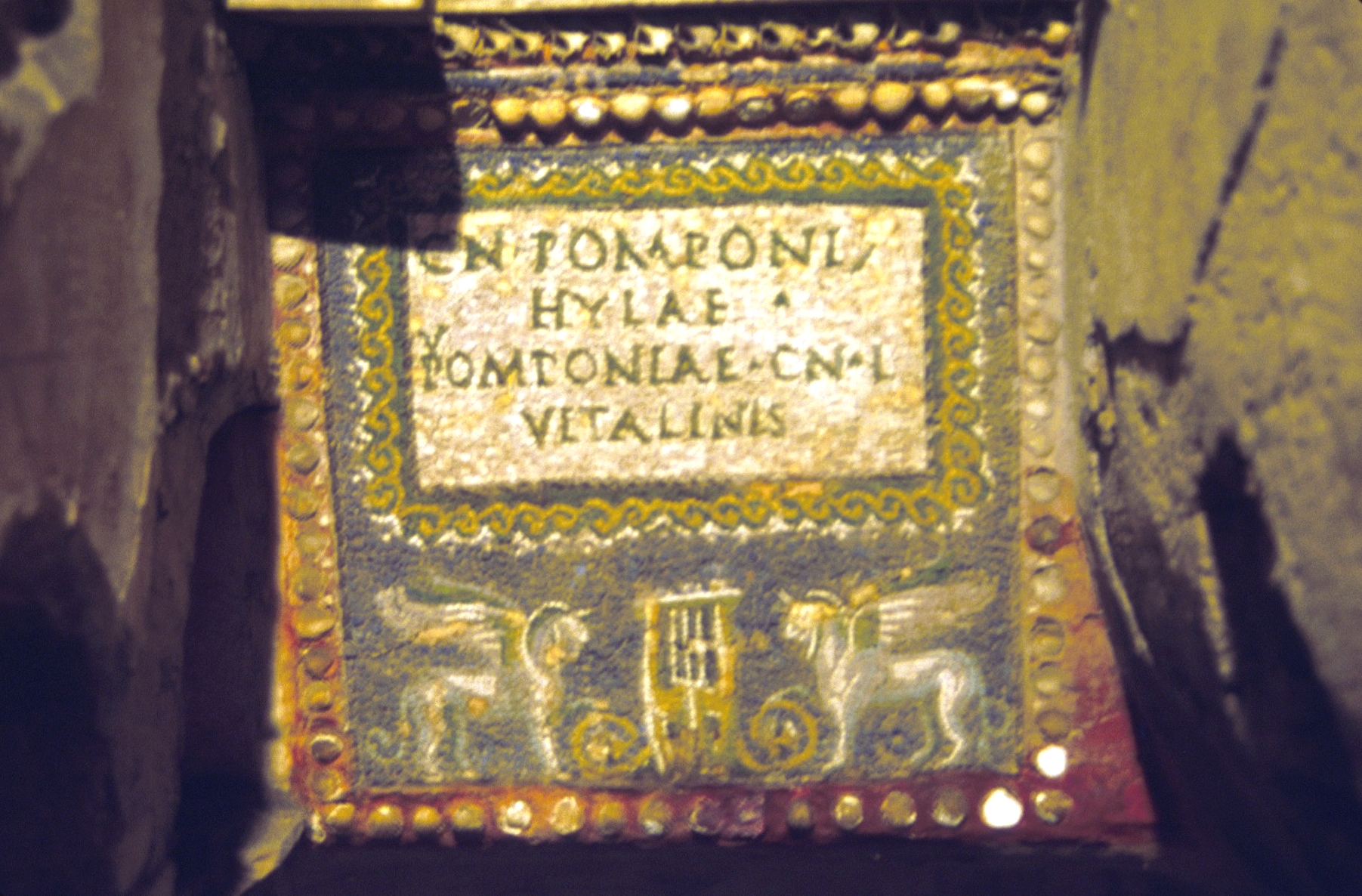
Colombarium

Il colombario di Pomponio Hylas (Ila) è un colombario romano del I secolo, scoperto completamente intatto, situato nei pressi di Porta Latina sulla Via di Porta Latina, poco dopo l'uscita dalla città, con ingresso dal Parco degli Scipioni. Fu scoperto nel 1831 da Giampietro Campana.

## Storia
Anche se prende il nome da Pomponio Ila, che visse nel periodo dei Flavi (69-96), l'edificio è stato datato tra il 14 ed il 54 d.C. grazie a due delle sue nicchie (una dedicata a un liberto di Tiberio e l'altra ad un liberto di Claudia Ottavia, figlia di Claudio e Messalina). Fu in seguito comprato da Pomponio Ila per sé e per la propria donna; vi aggiunse un pannello a mosaico sui gradini di ingresso, che è decorato con dei grifoni ed il testo:
CN(aei) POMPONI HYLAE E(t) POMPONIAE CN(aei) L(ibertae) VITALINIS
(Di Gneo Pomponio Ila e di Pomponia Vitalina liberta di Gneo)
L'inscrizione ha anche una V (che significa vivit) sopra il nome di Pomponia, indicando che era ancora viva quando fu aggiunto il pannello.